# Plattbärlag

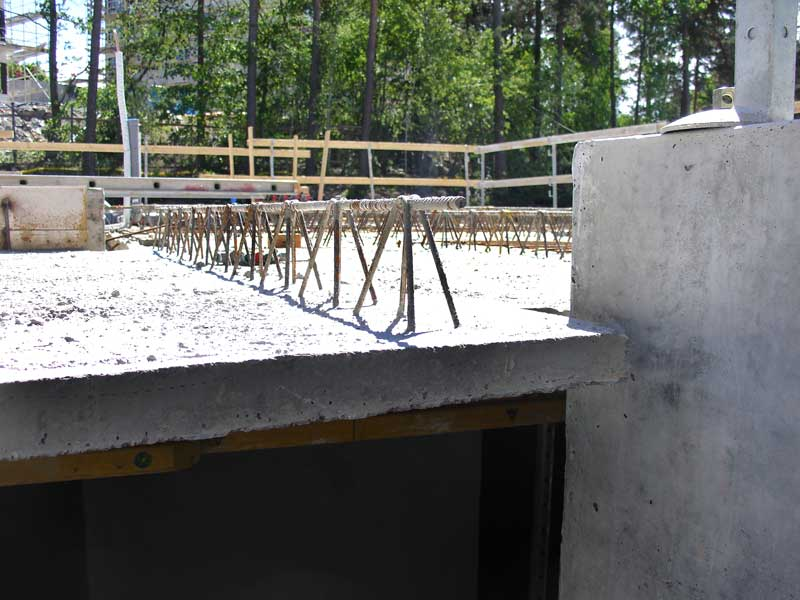
Plattbärlag, före pågjutning.

Plattbärlag, även kallat filigranbjälklag, efter latinets filum, tråd och granum, korn, är en typ av betongbjälklag. Plattbärlaget utgörs av 40-70 mm tjocka förtillverkade armerade betongplattor. På dessa placeras sedan rör och kompletterande armering innan en pågjutning av färsk betong utförs - detta kallas "att flyta". Elementens undersida gjuts i fabrik mot en slät form vilket ger en fin, närmast porfri yta som kräver begränsad efterbearbetning. Ovansidan, som gjuts på med betong på bygget, är räfflad för att skapa god vidhäftning mot pågjutningen
Fördelarna med att använda filigranbjälklag mot platsgjutna bjälklag är att det undre armeringsnätet och armeringsstegarna redan är ingjutna. Det är en prefabricerad metod, vilket är tidseffektivt och gör att man inte behöver jobba med formgjutning, vilket kan ta längre tid.

## Bilder

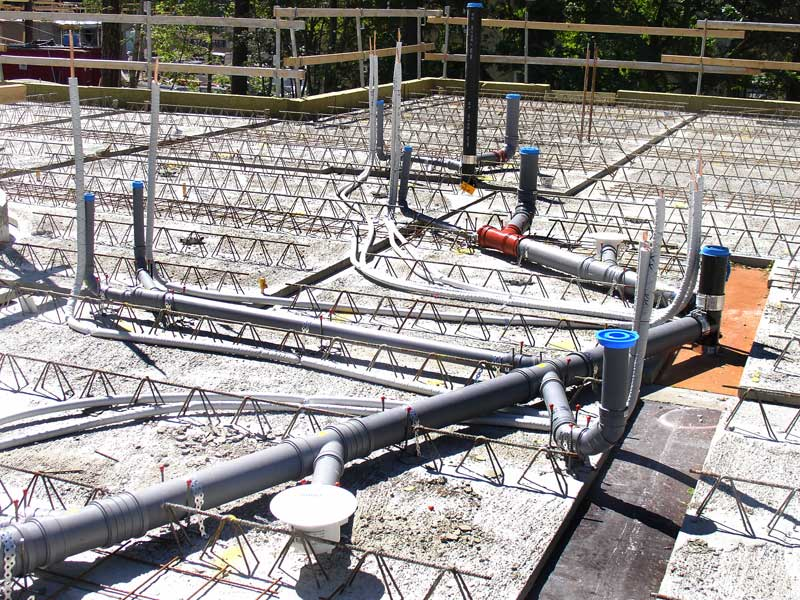
Plattbärlag, före pågjutning, med installationer för VS monterade.
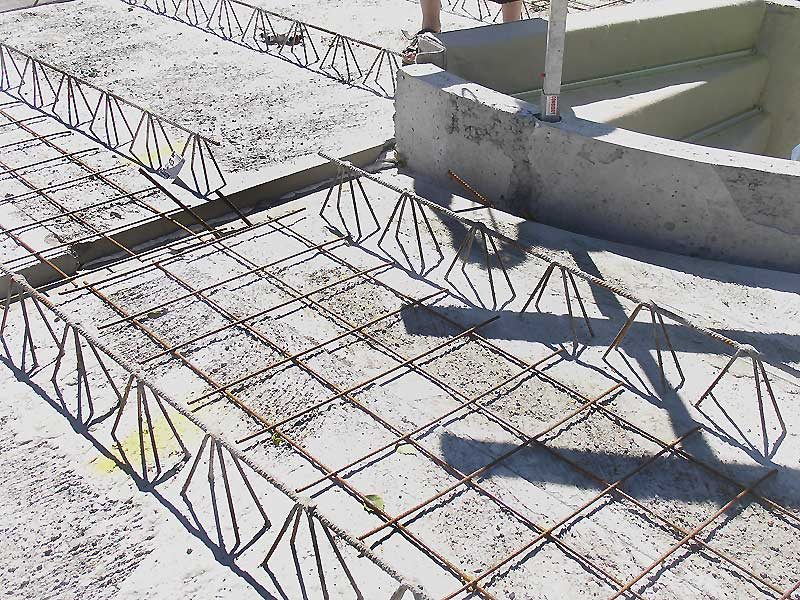
Plattbärlag, före pågjutning, detalj.
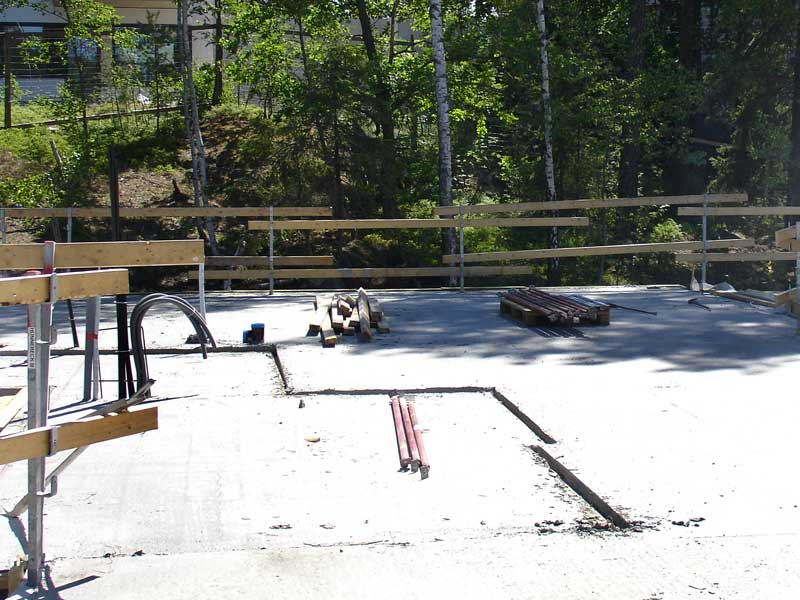
Plattbärlag, efter pågjutning.